# Maid of the Mist Incline

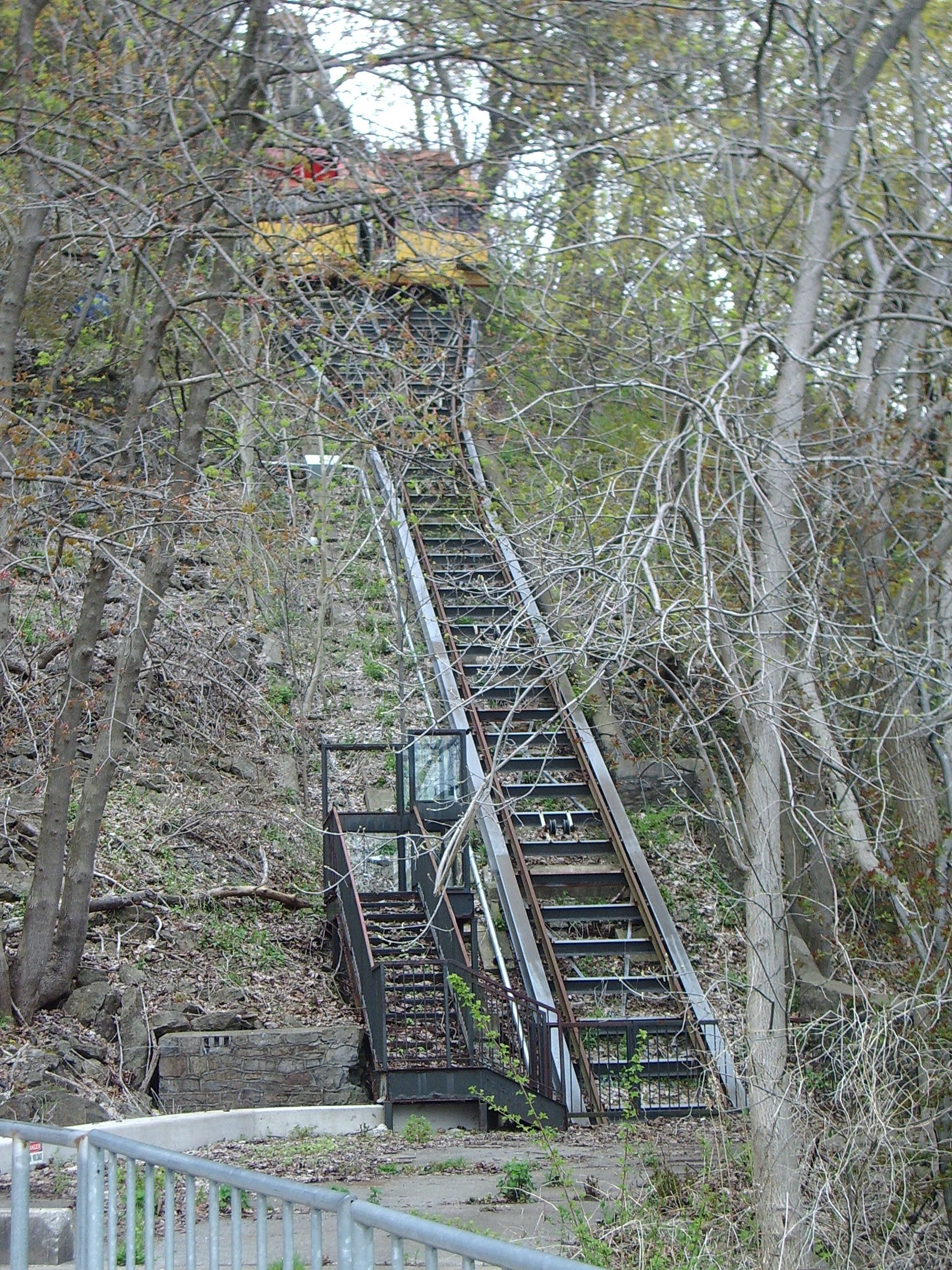
Maid of the Mist Incline, 2005

Maid of the Mist Incline oder Clifton Incline war eine Standseilbahn in der Stadt Niagara Falls, Ontario, Kanada. Sie wurde für die Teilnehmer der Bootstour Maid of the Mist gebaut und verband den Clifton Hill mit der darunter liegenden Anlegestelle der Boote.
Die Standseilbahn wurde 1894 als Clifton Incline erbaut und hatte anfangs zwei kleine zwölfsitzige Wagen. Sie war 50 m lang, hatte eine Spurweite von 1850 mm und war elektrisch angetrieben. Das Gleis teilt sich in der Mitte zwischen Bergstation und Talstation, damit die Wagen aneinander vorbeifahren können. 1973 wurde die Standseilbahn in Maid of the Mist Incline umbenannt, ohne Änderungen am Betriebskonzept oder der Kapazität vorzunehmen.
Die zunehmende Größe der Boote der Maid of the Mist Tour verlangte nach mehr Kapazität und daher wurde die Standseilbahn zwischen 1976 und 1977 umgebaut. Als sie wiedereröffnet wurde, wurden 24-sitzige Wagen eingesetzt, die die Strecke in 45 Sekunden bewältigten. Aber selbst diese konnten das Verkehrsaufkommen nicht bewältigen. Daher wurde die Standseilbahn 1990 außer Betrieb genommen und durch vier Schrägaufzüge ersetzt. Die Schienen sind seit 1990 überwachsen, aber ebenso wie die Wagen von 1977 noch an Ort und Stelle.